# Demokraté 66
Democraten 66, zkráceně D66 (česky Demokraté 66) je nizozemská sociálně liberální politická strana.

## Historie
Byla založena 14. října 1966 a patří k aktivním členům evropské strany Aliance liberálů a demokratů pro Evropu a Liberální internacionály. Demokraté 66 byli v minulosti součástí vládních koalic. Ve volbách v roce 2019 obdrželi 12,2 % hlasů a 19 křesel v dolní komoře. V Senátu získali po volbách v roce 2019 7 senátorů. V posledních volbách do Evropského parlamentu (2019) strana získala dva europoslance, což je o dva méně než ve volbách v roce 2014.
Oficiální barvou je zelená.